# Cam Beck (River Irthing)
Der Cam Beck ist ein Wasserlauf in Cumbria, England. Er entsteht westlich des Green Rigg aus dem Zusammenfluss verschiedener unbenannter kurzer Zuflüsse. Er fließt zunächst in generell westlicher Richtung, ehe er nach dem Erreichen von Kirkcambeck eine südliche Richtung einnimmt. Der Cam Beck mündet nordöstlich von Irthington von rechts in den River Irthing.
Der Cam Beck passiert das ehemalige römische Kastell Camboglanna, das einen Übergang über den Wasserlauf überwachte. Im frühen 19. Jahrhundert wurde das Lager auch als Cambeck Fort bezeichnet.